# Kanton Valence-4
Der Kanton Valence-4 ist seit 1984 ein französischer Wahlkreis im Arrondissement Valence, im Département Drôme und in der Region Auvergne-Rhône-Alpes.
Der Kanton hat 28.030 Einwohner (2022) und besteht aus einem Teil der Stadt Valence.